# Liste baden-württembergischer Künstler

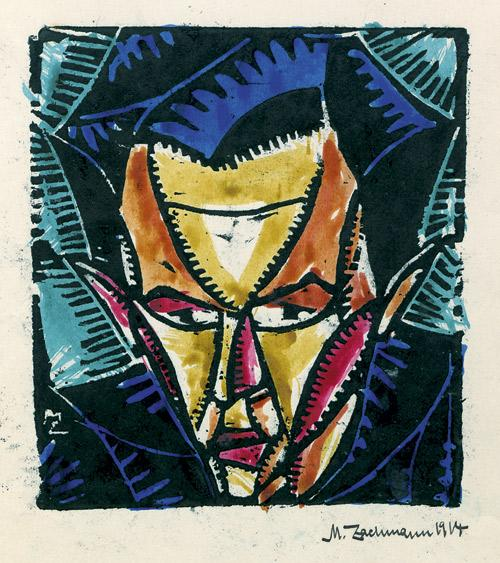
Max Zachmann: Männerporträt

Die Liste baden-württembergischer Künstler umfasst Künstler, die in Baden-Württemberg geboren sind oder die künstlerisch in Baden-Württemberg wirken oder gewirkt haben. Künstlergruppen und -kooperationen werden nicht aufgeführt. Ziel der Auflistung ist es, dem Nutzer einen Überblick über die baden-württembergische Künstlerszene zu geben, die einzelnen Künstler zu verifizieren und sie ihrem originären Kunstbereich zuzuordnen.
Die Liste strebt Vollständigkeit in Hinblick auf Wikipedia-Artikel an. Aufgenommen werden Künstler – nach Möglichkeit mit ihren Lebensdaten – aus den nachfolgenden Bereichen:
- Bildende Kunst einschließlich Fotografie
- Darstellende Kunst
- Literatur
- Musik
- Architektur

Die einzelnen Bereiche können durch erklärende Zusätze differenziert werden.
Für die Aufnahme eines Künstlernamens in die Liste ist das Vorliegen von Relevanz und Rezeption im Kunstdiskurs Voraussetzung, d. h., ein enzyklopädischer Artikel über den Künstler muss nach den Aufnahmekriterien der Wikipedia prinzipiell möglich sein, auch wenn der Artikel noch nicht existiert. Künstler von lediglich lokaler Bedeutung werden nicht aufgeführt.

## A
- Dalila Abdallah
- Karl Friedrich Abt
- Max Ackermann
- Gisela Aderhold
- Otl Aicher
- Jan Andreesen
- Zvonimir Ankovic
- Ludwig Anschütz
- Martin Aselmann
- Alfred Auerbach

## B
- Gabriela Badura
- Auguste von Bärndorf
- Monika Barth
- Ulrike Barthruff
- Albert Bassermann
- Gerhard Bassler
- Dilara Baştar
- Adolf Bauer
- Barbara Bauer
- Carl Gottfried Bauer
- Ralf Bauer
- Sarah Bauerett
- Ulli Baumann
- Felix Baumbach
- Willi Baumeister
- Betty BBQ
- Heinrich Beck
- Josefa Beck
- Luise Beck
- Johann David Beil
- Nicola Beller Carbone
- Eleonore Benzinger-Wahlmann
- Frieder Bernius
- Heinrich Bertram
- Wilhelm Beyer
- Andreas Bichler
- Carl Birnbaum
- Thomas Birnstiel
- Catherine Bode
- Luli von Bodenhausen
- Johann Michael Boeck
- Doris Böer-Puhonny
- Helmut Bornefeld
- Hans D. Bornhauser
- Kai Robin Bosch
- Jürgen Bosse
- Christoph Bossert
- Jakob Bräckle
- Albin Braig
- Bastian Braig
- Erdmut Bramke
- László Branko Breiding
- Franz Bucher
- Luzie Buck
- Boris Burgstaller
- Susanne Burkhard
- Hans Bussard
- Max Büttner

## C
- Germinal Casado
- Bernhard Conrad
- Richard Cragun
- John Cranko

## D
- Elise Daimler
- Florian Dauner
- Wolfgang Dauner
- Felix Decken
- Gustav Deharde
- Heinrich Del Core
- Eduard Demmer
- Josef Denk
- Der Storb
- Carl Ditt
- Serdar Dogan
- Olga Doppler-Alsen
- Theodor Döring
- Lena Drieschner
- Folkert Dücker
- Philipp Jacob Düringer

## E
- Josef Eberle
- Marie Eder
- Anna Eichholz
- Hartmut Engler
- Dieter Eppler
- Isabelle Ertmann

## F
- Hans Fähnle
- Jörg Faerber
- Erna Fassbinder
- Janina Fautz
- Klara Fehrle-Menrad (1885–1955), Malerin
- Thomas Felder
- Gotthilf Fischer
- Karl Fischer
- Ludwig Fischer
- Daniel Noël Fleischmann
- Julius Forster
- Peter Freudenthaler
- Gottlob Frick
- Christine Friedlein
- Giovanni Funiati

## G
- Michael Gaedt
- Christoph Gawenda
- Florian Gerteis
- Hermann Geyer
- Wilhelm Geyer
- Volkmar Leif Gilbert
- Hans Godeck
- Albrecht Goes
- Monika Goll
- Clytus Gottwald
- Johannes Graf
- Fritz von Graevenitz
- HAP Grieshaber
- Riccarda Gregor-Grieshaber
- Hans Grischkat
- Peter Grohmann
- Thomas Groß
- Friederike Grün
- Karl Grunert
- Sana Guillera

## H
- Otto Herbert Hajek
- August Karl Hambuch
- Peter Hamel
- Renee Harmon
- Karlheinz Hartmann (1950–2023), Mundartschauspieler
- Cornelius Hauptmann
- Doris Haus
- Erich Hauser, Bildhauer
- Marcia Haydée
- Oscar Heiler
- Romuald Hengstler
- Manfred Henninger
- Erich Hermann
- Lily Hildebrandt
- Susanne Hinkelbein
- Monika Hirschle
- Christian Hockenbrink
- Ecki Hoffmann
- Hedwig Hoffmann
- Michael Peter Holm
- Helmut Holzapfel
- Wolfgang Höper
- Nina Hoss
- Pascal Houdus
- Ernst Hutter

## I
- August Wilhelm Iffland

## J
- Barbara Jäger
- Otto Jägersberg
- Lilly Jankelowitz
- Elena Jesse
- Odine Johne
- Emma Joos (1882–1932), Malerin
- Caroline Junghanns
- Johann Jürgens
- Gerhard Just

## K
- Louise Kachel-Bender
- Paul Kälberer
- Stefan Kaminsky
- Alexandra Kamp
- Helmut Kassner
- Aloise Kettel
- Uli Keuler
- Patrick Khatami
- Anja Klawun
- Louis von Klipstein
- Bernd Kohlhepp
- Siegfried Kristen
- Dominik Kuhn
- Wilhelm Kläger
- Franz Klebusch
- Rüdiger Klink
- Hans-Werner Klohe
- Hildegard Knef
- Ulrike Knospe
- Marc-Philipp Kochendörfer
- Betty Kofler
- Sieger Köder
- Heinz Kögel
- Sebastian Kowski
- Dietmar Kracht
- Josef Krägel
- Joo Kraus
- Claudius Kraushaar
- Jan Krauter
- Mike Krüger
- Nina Kunzendorf
- Rainer Kussmaul

## L
- Helmut Lachenmann
- Adolf Laimböck
- Christian Landenberger
- Caroline Lange
- Rudolf Lange
- Ursula Laquay-Ihm
- Lior Lev
- Jan Liem
- Alfred Lörcher
- Jasmin Lord
- Bernd Luz (* 1966), Maler

## M
- Egon Madsen
- Irmela Maier
- Pauline Mailhac
- Jadran Malkovich
- Lena Mantler
- Lisa Mantler
- Mathilde von Marlow
- Konstantin Marsch
- Thomas Balou Martin
- Josef Mark
- Tony Marshall
- Carl Marx
- Friedrich Maurer
- Franz Mazura
- Thomas Mehlhorn
- Marietta Meguid
- Marcus Michalski
- Charlotte Miedke
- Rolf Miller
- Hans Molfenter
- Ruth Mönch
- Sybill Morel
- Peter Mosbacher
- Jannik Mühlenweg
- Richy Müller
- Sophie Müller
- Karl Münchinger
- Jana Münster
- Sophia Münster
- Hannes Münz
- Peer Oscar Musinowski

## N
- Hermann Naber
- Reinhold Nägele
- Olga Nasfeter
- Madeleine Niesche
- Frieder Nögge
- Fritz Nuss
- Karl Ulrich Nuss

## O
- Karl Oberhoffer
- Alfred Oberländer
- Uwe Ochsenknecht
- Fabian Oehl

## P
- Christian Pätzold
- Arnold Petersen
- Alfred Pfeifle
- Edith Picht-Axenfeld
- Margarete Pix
- Thomas Prenn
- Christine Prayon
- David Pricking
- Wolfgang Probst
- Ivo Puhonny

## R
- Hans-Joachim Recknitz
- Willy Reichert
- Emmy Remolt-Jessen
- Mathias Richling
- Christine Richter
- Egmont Richter
- Friedemann Rieger
- Helmuth Rilling
- Otto von Rohr
- Otto Rombach
- Franz Rosner
- Anneliese Rothenberger
- Lea Ruckpaul
- Florian Rummel

## S
- Claudia Sabitzer
- Friederike Sailer
- Richard Sammel
- Luitgard Schall
- Trude Schelling-Karrer
- Cläre Schimmel
- Hermann Schittenhelm
- Oskar Schlemmer
- Felix Schlenker
- Marie Schmidt
- Christian Schneeweiß
- Lara Schneider
- Wolfgang Schneider
- Malvina Schnorr von Carolsfeld
- Daniel Scholz
- Carl Schönfeld
- Fanny Schreck
- Charlotte Schreiber-Just
- León Schröder
- Barbara Schroth
- Hans Schüler
- Walter Schultheiß
- Thomas Schumacher
- Amelie Schütky
- Franz Josef Schütky
- Rolf Schweizer
- Willi Schwenkreis
- Gerd Seid
- Alfred Seidel
- Willy Seiler
- Lou Seitz
- Marie Sieger-Polack
- Konrad Singer
- Brigitte Skay
- Christoph Sonntag
- Heinrich Sontheim
- Karl Speichler
- Klaus Spürkel
- Hubertus von Stackelberg, Trompeter
- Josef Staudigl
- Dietz-Werner Steck
- Gabriela Stellino
- Peter Steiner, Grafiker
- Bruno Stickroth
- Georg Alfred Stockburger
- Hans Gottfried von Stockhausen
- Max Strecker
- Albert Stritt
- Marie Stritt
- Thomas Strittmatter
- Wilhelm Sutor
- Anna Sutter
- Ursula Sutter
- Erich Syri

## T
- Tedros Teclebrhan
- Hans Thoma
- Stefan Tolnai
- Marie Tomschik
- Thaddäus Troll
- Georgette Tsinguirides
- Nicolas Fethi Türksever

## V
- Werner Veidt
- Franz Xaver Vetter
- Georg Völker
- Robert Volkner
- Mathilde Vollmoeller-Purrmann

## W
- Karl-Heinz Walther
- Martin Wacker
- Peter Wackernagel
- Paula von Waechter
- Mathilde Waldhauser
- Martin Walser
- Dominik Weber
- Andreas Weber-Schäfer
- Emmy Wehlen
- Alexander Welitsch
- Dorothea Wendling
- Elisabeth Augusta Wendling
- Elisabeth Augusta Wendling
- Adolf Wentzel
- Gudrun Irene Widmann
- Friedrich Wiest
- Helene Wildbrunn
- Ulla Willick
- Lore Wissmann
- Fritz Wisten
- Tom Witkowski
- Trudel Wulle

## Y
- Ernst Yelin
- Rudolf Yelin der Ältere
- Rudolf Yelin der Jüngere

## Z
- Max Zachmann (1892–1917), Maler
- Bijan Zamani
- Renato Zanella
- Florian Zimmer
- Ben Zimmermann
- Volkram Zschiesche